# Franz Stampler
Franz Stampler (* 9. Oktober 1953 in Großstübing) ist ein ehemaliger österreichischer Politiker (ÖVP) und Volksschuldirektor. Stampler war von 1996 bis 1999 Abgeordneter zum Nationalrat.
Stampler besuchte von 1959 bis 1964 die Volksschule Großstübing und danach von 1964 bis 1968 die Hauptschule Deutschfeistritz. In der Folge wechselte er an ein Realgymnasium, das er 1972 mit der Matura abschloss. Stamper leistete von 1972 bis 1973 den Präsenzdienst ab und absolvierte zwischen 1972 und 1974 die Pädagogische Akademie in Graz-Eggenberg. Nach seiner Ausbildung arbeitete Stampler ab 1974 als Volksschullehrer und stieg 1985 zum Leiter und 1986 zum Direktor einer Volksschule auf. Stampler ist Direktor der Volksschule in Peggau.
Politisch engagierte sich Stampler zunächst zwischen 1980 und 1981 für die ÖVP als Vizebürgermeister in Großstübing, bevor er 1981 das Amt des Bürgermeisters übernahm. Stampler übt das Amt des Bürgermeisters seitdem aus und erzielte zuletzt bei der Gemeinderatswahl 2005 mit seiner Partei 73,21 % der Stimmen. Zwischen dem 12. Februar 1996 und dem 28. Oktober 1999 vertrat er die ÖVP im Nationalrat. Er schied unfreiwillig aus dem Parlament aus, nachdem Ridi Steibl bei der Listenerstellung für die Nationalratswahl 1999 bevorzugt worden war.